# خچینا
خچینا (به لهستانی:  Chycina) یک روستا در لهستان است که در گمینا بلزو واقع شده‌است.